# Oh, by the Way
Oh, by the Way é um box set pelo Pink Floyd lançado em 10 de Dezembro de 2007, pela EMI no Reino Unido e no dia seguinte nos Estados Unidos através da Capitol Records. O box set inclui todos os doze álbuns de estúdio da banda, mais duas trilhas-sonoras. Em adição aos álbuns  e seus extras, o box vem com poster especial por Storm Thorgerson, com 40 imagens da banda. O título é uma referência a um trecho da canção Have a Cigar: "Oh by the way,which one's Pink?".
A capa do box mostra a foto de um quarto com vários objetos espalhados, com fotos dos membros principais (Roger Waters,Nick Mason, David Gilmour e Richard Wright). Um homem no meio da capa é geralmente considerado ser o original frontman e fundador da banda, Syd Barrett.

## Conteúdo
Os 14 álbuns são:
- The Piper at the Gates of Dawn (Agosto de 1967)

|    | Faixa                              |  |  |
| -- | ---------------------------------- |  |  |
| 1  | "Astronomy Domine"                 |  |  |
| 2  | "Lucifer Sam"                      |  |  |
| 3  | "Matilda Mother"                   |  |  |
| 4  | "Flaming"                          |  |  |
| 5  | "Pow R. Toc H."                    |  |  |
| 6  | "Take Up Thy Stethoscope and Walk" |  |  |
| 7  | "Interstellar Overdrive"           |  |  |
| 8  | "The Gnome"                        |  |  |
| 9  | "Chapter 24"                       |  |  |
| 10 | "The Scarecrow"                    |  |  |
| 11 | "Bike"                             |  |  |

- A Saucerful of Secrets (Junho de 1968)

|   | Faixa                                       |  |  |
| - | ------------------------------------------- |  |  |
| 1 | "Let There Be More Light"                   |  |  |
| 2 | "Remember a Day"                            |  |  |
| 3 | "Set the Controls for the Heart of the Sun" |  |  |
| 4 | "Corporal Clegg"                            |  |  |
| 5 | "A Saucerful of Secrets"                    |  |  |
| 6 | "See-Saw"                                   |  |  |
| 7 | "Jugband Blues"                             |  |  |

- Music from the Film More (Julho de 1969)

|    | Faixa                 |  |  |
| -- | --------------------- |  |  |
| 1  | "Cirrus Minor"        |  |  |
| 2  | "The Nile Song"       |  |  |
| 3  | "Crying Song"         |  |  |
| 4  | "Up the Khyber"       |  |  |
| 5  | "Green Is the Colour" |  |  |
| 6  | "Cymbaline"           |  |  |
| 7  | "Party Sequence"      |  |  |
| 8  | "Main Theme"          |  |  |
| 9  | "Ibiza Bar"           |  |  |
| 10 | "More Blues"          |  |  |
| 11 | "Quicksilver"         |  |  |
| 12 | "A Spanish Piece"     |  |  |
| 13 | "Dramatic Theme"      |  |  |

- Ummagumma (Outubro de 1969)

### Disco Um: ao vivo
|   | Faixa                                       |  |  |
| - | ------------------------------------------- |  |  |
| 1 | "Astronomy Domine"                          |  |  |
| 2 | "Careful with That Axe, Eugene"             |  |  |
| 3 | "Set the Controls for the Heart of the Sun" |  |  |
| 4 | "A Saucerful of Secrets"                    |  |  |

### Disco Dois: estúdio
|    | Faixa                                                                                         |  |  |
| -- | --------------------------------------------------------------------------------------------- |  |  |
| 1  | "Sysyphus Part 1"                                                                             |  |  |
| 2  | "Sysyphus Part 2"                                                                             |  |  |
| 3  | "Sysyphus Part 3"                                                                             |  |  |
| 4  | "Sysyphus Part 4"                                                                             |  |  |
| 5  | "Grantchester Meadows"                                                                        |  |  |
| 6  | "Several Species of Small Furry Animals Gathered Together in a Cave and Grooving with a Pict" |  |  |
| 7  | "The Narrow Way Part 1"                                                                       |  |  |
| 8  | "The Narrow Way Part 2"                                                                       |  |  |
| 9  | "The Narrow Way Part 3"                                                                       |  |  |
| 10 | "The Grand Vizier's Garden Party (Entrance)"                                                  |  |  |
| 11 | "The Grand Vizier's Garden Party (Entertainment)"                                             |  |  |
| 12 | "The Grand Vizier's Garden Party (Exit)"                                                      |  |  |

- Atom Heart Mother (Outubro de 1970)

|   | Faixa                          |  |  |
| - | ------------------------------ |  |  |
| 1 | "Atom Heart Mother"            |  |  |
| 2 | "If"                           |  |  |
| 3 | "Summer '68"                   |  |  |
| 4 | "Fat Old Sun"                  |  |  |
| 5 | "Alan's Psychedelic Breakfast" |  |  |

- Meddle (Novembro de 1971)

|   | Faixa               |  |  |
| - | ------------------- |  |  |
| 1 | "One of These Days" |  |  |
| 2 | "A Pillow of Winds" |  |  |
| 3 | "Fearless"          |  |  |
| 4 | "San Tropez"        |  |  |
| 5 | "Seamus"            |  |  |
| 6 | "Echoes"            |  |  |

- Obscured by Clouds (Junho de 1972)

|    | Faixa                     |  |  |
| -- | ------------------------- |  |  |
| 1  | "Obscured by Clouds"      |  |  |
| 2  | "When You're In"          |  |  |
| 3  | "Burning Bridges"         |  |  |
| 4  | "The Gold It's In the..." |  |  |
| 5  | "Wot's...Uh the Deal?"    |  |  |
| 6  | "Mudmen"                  |  |  |
| 7  | "Childhood's End"         |  |  |
| 8  | "Free Four"               |  |  |
| 9  | "Stay"                    |  |  |
| 10 | "Absolutely Curtains"     |  |  |

- Dark Side of the Moon (Março de 1973)

|    | Faixa                      |  |  |
| -- | -------------------------- |  |  |
| 1  | "Speak to Me"              |  |  |
| 2  | "Breathe"                  |  |  |
| 3  | "On the Run"               |  |  |
| 4  | "Time"                     |  |  |
| 5  | "The Great Gig in the Sky" |  |  |
| 6  | "Money"                    |  |  |
| 7  | "Us and Them"              |  |  |
| 8  | "Any Colour You Like"      |  |  |
| 9  | "Brain Damage"             |  |  |
| 10 | "Eclipse"                  |  |  |

- Wish You Were Here (Setembro de 1975)

|   | Faixa                                    |  |  |
| - | ---------------------------------------- |  |  |
| 1 | "Shine On You Crazy Diamond (Pts.I-V)"   |  |  |
| 2 | "Welcome to the Machine"                 |  |  |
| 3 | "Have a Cigar"                           |  |  |
| 4 | "Wish You Were Here"                     |  |  |
| 5 | "Shine On You Crazy Diamond (Pts.VI-IX)" |  |  |

- Animals (Fevereiro de 1977)

|   | Faixa                         |  |  |
| - | ----------------------------- |  |  |
| 1 | "Pigs on the Wing pt.1"       |  |  |
| 2 | "Dogs"                        |  |  |
| 3 | "Pigs (Three Different Ones)" |  |  |
| 4 | "Sheep"                       |  |  |
| 5 | "Pigs on the Wing pt.2"       |  |  |

- The Wall (Dezembro de 1979)

### Disco Um
|    | Faixa                                |  |  |
| -- | ------------------------------------ |  |  |
| 1  | "In the Flesh?"                      |  |  |
| 2  | "The Thin Ice"                       |  |  |
| 3  | "Another Brick in the Wall (Part.1)" |  |  |
| 4  | "The Happiest Days of Our Lives"     |  |  |
| 5  | "Another Brick in the Wall (Part.2)" |  |  |
| 6  | "Mother"                             |  |  |
| 7  | "Goodbye Blue Sky"                   |  |  |
| 8  | "Empty Spaces"                       |  |  |
| 9  | "Young Lust"                         |  |  |
| 10 | "One of My Turns"                    |  |  |
| 11 | "Don't Leave Me Now"                 |  |  |
| 12 | "Another Brick in the Wall (Part.3)" |  |  |
| 13 | "Goodbye Cruel World"                |  |  |

### Disco Dois
|    | Faixa                         |  |  |
| -- | ----------------------------- |  |  |
| 1  | "Hey You"                     |  |  |
| 2  | "Is There Anybody Out There?" |  |  |
| 3  | "Nobody Home"                 |  |  |
| 4  | "Vera"                        |  |  |
| 5  | "Bring the Boys Back Home"    |  |  |
| 6  | "Comfortably Numb"            |  |  |
| 7  | "The Show Must Go On"         |  |  |
| 8  | "In the Flesh"                |  |  |
| 9  | "Run Like Hell"               |  |  |
| 10 | "Waiting for the Worms"       |  |  |
| 11 | "Stop"                        |  |  |
| 12 | "The Trial"                   |  |  |
| 13 | "Outside the Wall"            |  |  |

- The Final Cut (Abril de 1983)

|    | Faixa                                 |  |  |
| -- | ------------------------------------- |  |  |
| 1  | "The Post War Dream"                  |  |  |
| 2  | "Your Possible Pasts"                 |  |  |
| 3  | "One of the Few"                      |  |  |
| 4  | "The Hero's Return"                   |  |  |
| 5  | "The Gunner's Dream"                  |  |  |
| 6  | "Paranoid Eyes"                       |  |  |
| 7  | "Get Your Filthy Hands Off My Desert" |  |  |
| 8  | "The Fletcher Memorial Home"          |  |  |
| 9  | "Southampton Dock"                    |  |  |
| 10 | "The Final Cut"                       |  |  |
| 11 | "Not Now John"                        |  |  |
| 12 | "Two Suns in the Sunset"              |  |  |

- A Momentary Lapse of Reason (Setembro de 1987)

|    | Faixa                                |  |  |
| -- | ------------------------------------ |  |  |
| 1  | "Signs of Life"                      |  |  |
| 2  | "Learning to Fly"                    |  |  |
| 3  | "The Dogs of War"                    |  |  |
| 4  | "One Slip"                           |  |  |
| 5  | "On the Turning Away"                |  |  |
| 6  | "Yet Another Movie/ Round and Round" |  |  |
| 7  | "A New Machine (Part.1)"             |  |  |
| 8  | "Terminal Frost"                     |  |  |
| 9  | "A New Machine (Part.2)"             |  |  |
| 10 | "Sorrow"                             |  |  |

- The Division Bell (Abril de 1994)

|    | Faixas                      |  |  |
| -- | --------------------------- |  |  |
| 1  | "Cluster One"               |  |  |
| 2  | "What Do You Want From Me?" |  |  |
| 3  | "Poles Apart"               |  |  |
| 4  | "Marooned"                  |  |  |
| 5  | "A Great Day for Freedom"   |  |  |
| 6  | "Wearing the Inside Out"    |  |  |
| 7  | "Take It Back"              |  |  |
| 8  | "Coming Back to Life"       |  |  |
| 9  | "Keep Talking"              |  |  |
| 10 | "Lost for Words"            |  |  |
| 11 | "High Hopes"                |  |  |

## Produção
- James Guthrie- produção de remasterização
- Doug Sax- remasterização
- Storm Thorgerson e Aubrey Powell - design da capa